# Tiliornis
Tiliornis je prapovijesni rod ptica iz reda plamenaca. Monotipičan je, sadrži samo jednu vrstu, Tiliornis senex. O toj vrsti se malo zna, jer postoje samo fosilni ostaci korakoidne kosti. Ta korakoidna kost nađena je u Argentini, te postječe iz ranog oligocena.